# مورتين (سويسرا)
مورتين (بالألمانية: Murten) أو مورا (بالفرنسية: Morat)‏ هي بلدية تقع في مقاطعة سي في كانتون فريبورغ في سويسرا.
تقع المدينة على الجانب الجنوبي من بحيرة مورا (والتي تدعى أيضا بحيرة مورتن).

## أعلام
- نونو رييس
- يرمياس جوتهلف
- تيدي ستوفر

## معرض صور

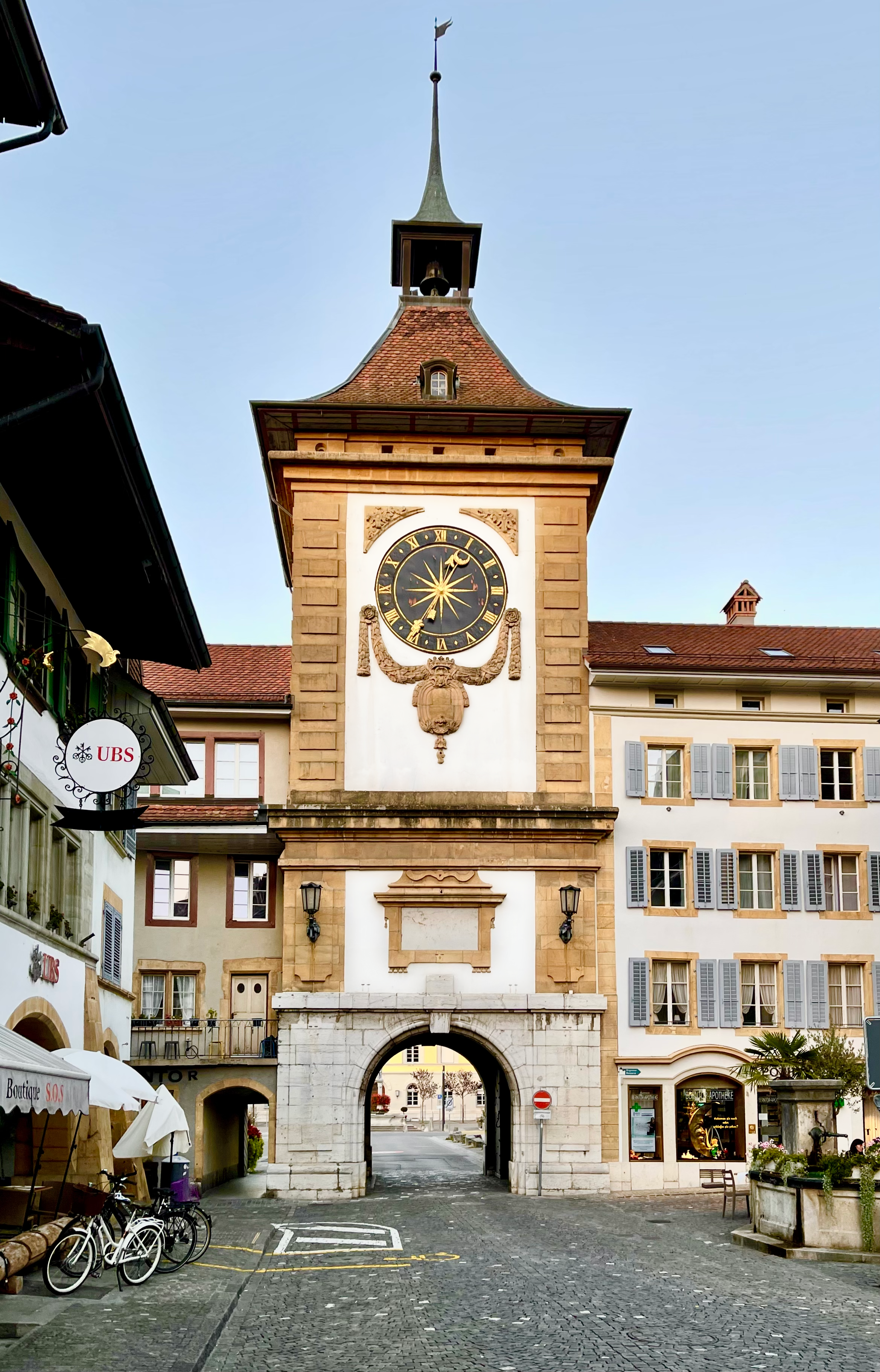
برنتور
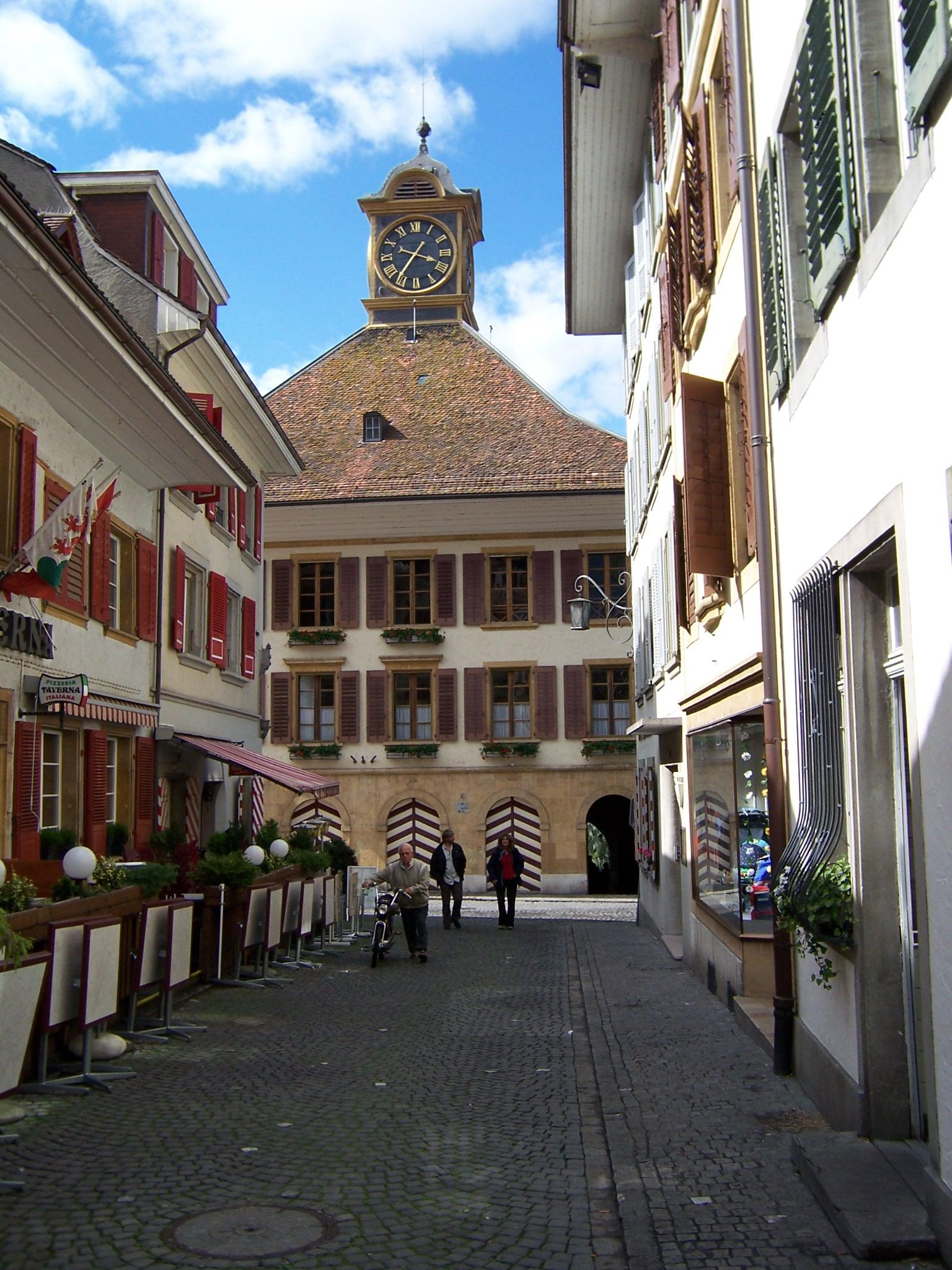
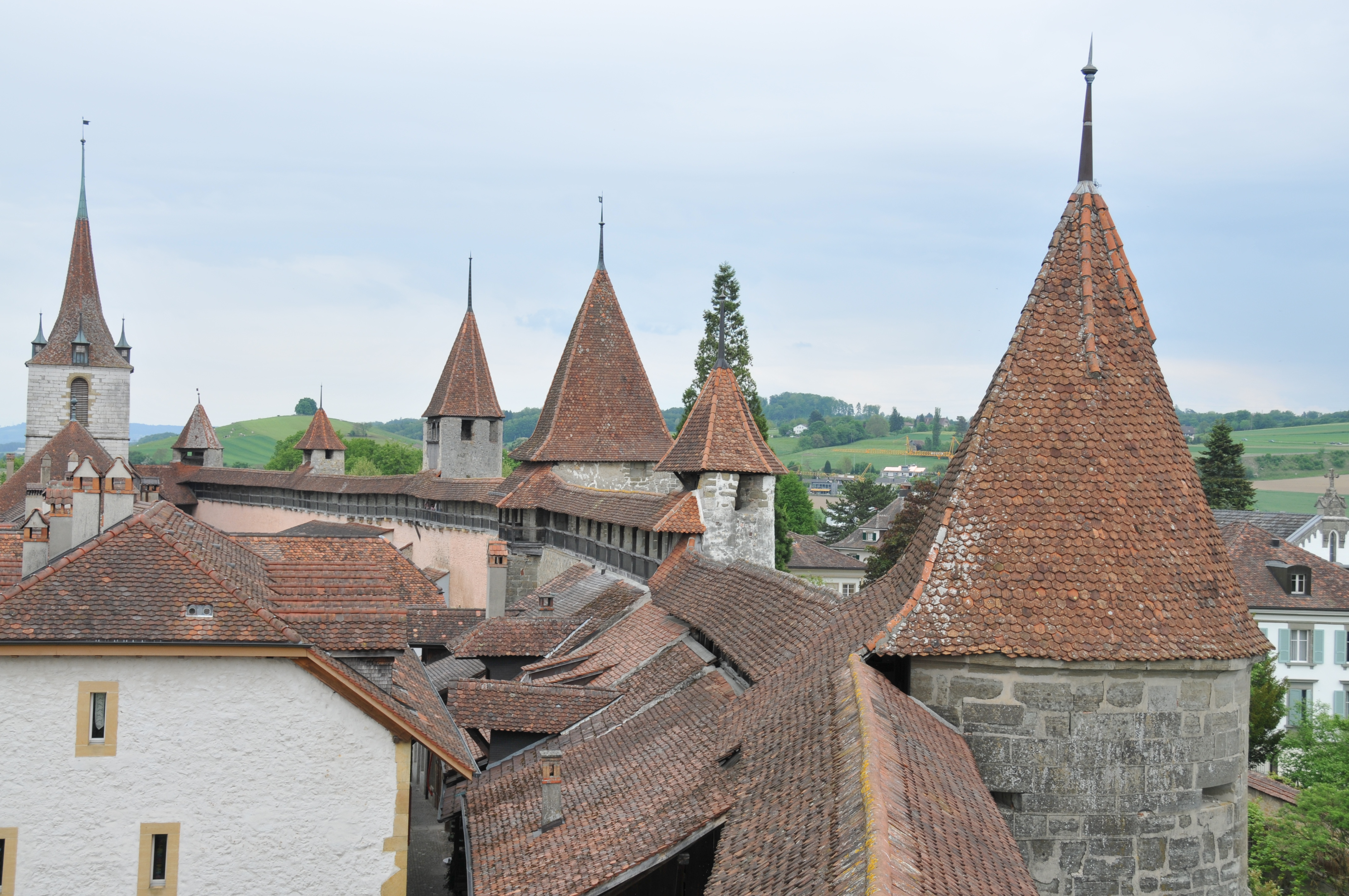
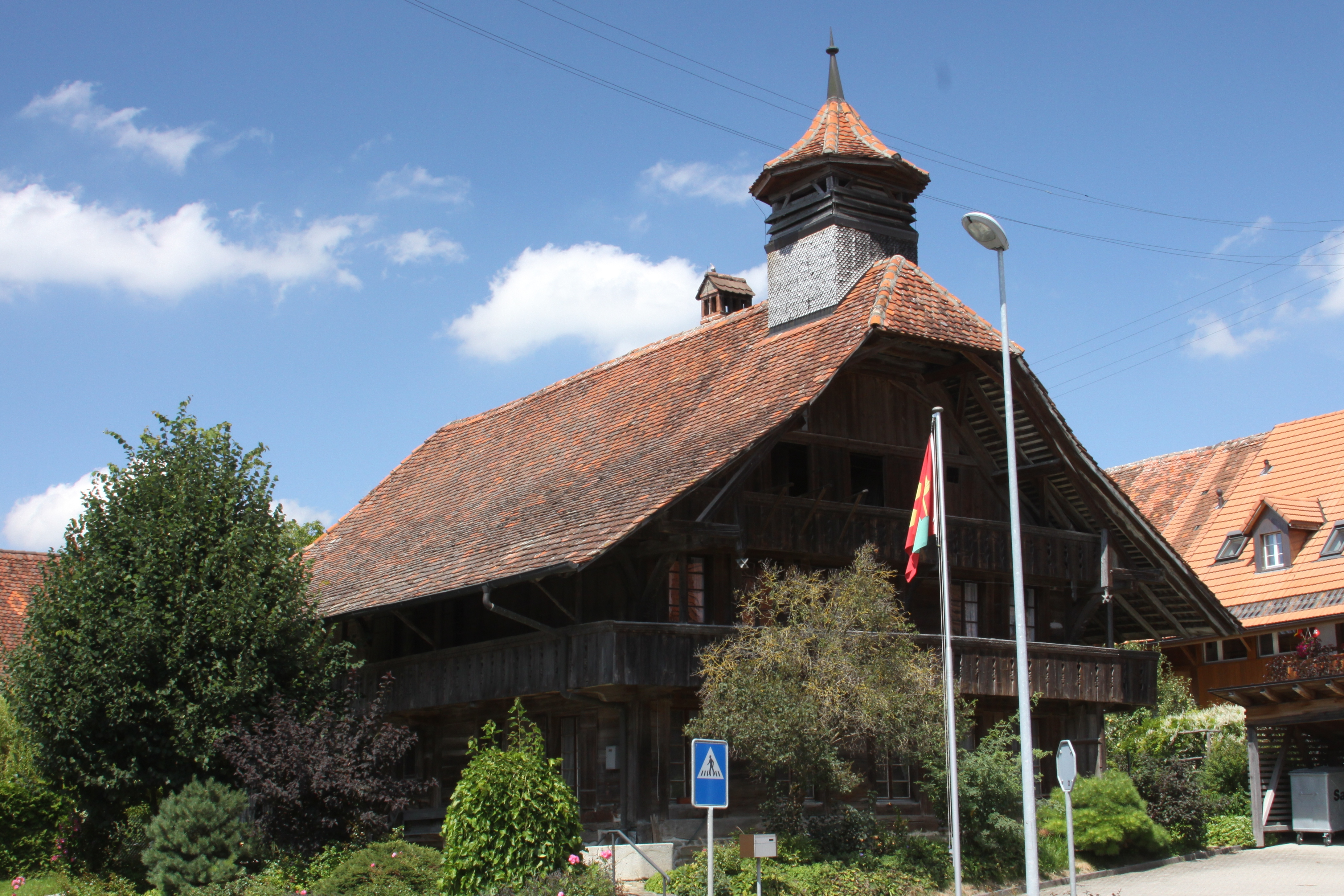